# Kazimierz Jurczyński
Kazimierz Julian Jurczyński, ps. „Kruk” (ur. 15 lutego 1894 w Rzeszowie, zm. 4 lipca 1916 pod Kostiuchnówką) – sierżant Legionów Polskich, działacz niepodległościowy, kawaler Orderu Virtuti Militari.

## Życiorys
Urodził 15 lutego 1894 w Rzeszowie, ówczesnym mieście powiatowym Królestwa Galicji i Lodomerii, w rodzinie Jana i Joanny z Męków. Był starszym bratem Henryka (1900–1940), kapitana piechoty Wojska Polskiego.
Do 10 roku życia razem z rodziną przebywał na Wołyniu. Do szkoły powszechnej uczęszczał w Warszawie. W 1914 ukończył naukę w c. i k. Gimnazjum w Dębicy, jako uczeń prywatny. Od 1912 należał do Związku Walki Czynnej, a potem został komendantem oddziału Związku Strzeleckiego w Dębicy.
4 sierpnia 1914 roku wstąpił w szeregi oddziałów strzeleckich, które następnie weszły w skład Legionów Polskich. Otrzymał wówczas przydział do IV batalionu 1 pułku piechoty. Po reorganizacji został żołnierzem 3 kompanii I batalionu 5 pułku piechoty I Brygady Legionów Polskich. W toku swej służby awansowany na sierżanta. W 1916 jako eksternista zdał maturę normalną w dębickim gimnazjum. W tym samym roku zajmował stanowisko dowódcy II plutonu w 3 kompanii 5 pp. Wyróżnił się w czasie bitwy pod Kostiuchnówką (4–6 lipca 1916), kiedy to poderwał swój pluton do ataku osłaniającego główne uderzenie macierzystego batalionu. Podczas tego starcia poległ w okolicach Polskiej Góry. Za wykazane męstwo odznaczony został Krzyżem Srebrnym Orderu Virtuti Militari . Zwłoki pozostały na polu bitwy. Był kawalerem. 

## Ordery i odznaczenia
- Krzyż Srebrny Orderu Wojskowego Virtuti Militari nr 6501 – pośmiertnie, 17 maja 1922[10][11][3][12][2]
- Krzyż Niepodległości – pośmiertnie, 19 grudnia 1930 „za pracę w dziele odzyskania niepodległości”[13][3]
- Odznaka „Za wierną służbę”[14]
- Srebrny Medal Waleczności 1 klasy[14][15]